# Бела Шефер
Бела Шефер (Нови Сад, 11. септембар 1899 — Нови Сад, 14. јул 1971) био је југословенски фудбалер.

## Биографија
Рођен је 11. септембра 1899. године у Новом Саду. Пореклом је био Јеврејин. Играо је на позицији нападача. Шефер је осим за новосадски НАК, дуго година наступао и за фудбалски клуб Јуда Макаби из Новог Сада.
За репрезентацију Југославије наступио је на само једном мечу, 10. фебруара 1924. против Аустрије у Загребу (резултат 1:4).
Преминуо је 14. јула 1971. године у Новом Саду.